# Matts Bergmark
Nils Magnus (Matts) Bergmark, född 26 januari 1912 i Uppsala, död 13 januari 1980, var en svensk civilingenjör, kemist och författare.
Matts Bergmark var son till medicinprofessorn Gustaf Bergmark och Mary Stenström. Han blev 1936 ingenjör på Kungliga Tekniska högskolan i Stockholm och studerade kemi i Tyskland 1937–1938, varefter han arbetade som textilkemist. Han var senare driftsingenjör på läkemedelsföretaget Apoteksvarucentralen Vitrum i Stockholm 1944–1949 och från 1950 informationschef på läkemedelsföretaget Recip. Han skrev en rad populärvetenskapliga böcker, huvudsakligen inom medicinhistoria.
Han gifte sig 1937 med Margareta Lindberg (född 1914, död 2002). Paret hade fem söner.